# Ironman Arizona
Der Ironman Arizona ist eine seit 2005 jährlich stattfindende Triathlon-Sportveranstaltung über die Ironman-Distanz (3,86 km Schwimmen, 180,2 km Radfahren und 42,195 km Laufen) in Tempe in Arizona.

## Organisation
Im April 2005 bei der Erstaustragung waren hier 1830 Athleten am Start, um sich einen der 80 zu vergebenden Startplätze bei der Ironman-Weltmeisterschaft, dem Ironman Hawaii, zu sichern.
2008 wurde der Starttermin von April auf November verlegt – daher fanden in diesem Jahr zwei Wettbewerbe statt. Die World Triathlon Corporation (WTC) hat 2009 die Lizenz für die Durchführung des Ironman in Arizona vom bisherigen Organisator North American Sports (NA Sports) übernommen.
2010
Die Britin Chrissie Wellington erreichte hier im November 2010 mit ihrer Siegerzeit von 8:36:13 Stunden einen neuen Weltrekord innerhalb der Ironman-Serie, welcher dann im April 2011 von ihr selbst in Südafrika noch unterboten werden konnte. Bei der Austragung im Jahr 2011 waren für den Start 2953 Athleten gemeldet und davon 808 Frauen. 2014 wurden hier bei der elften Austragung in den verschiedenen Altersgruppen 50 Startplätze für die Ironman-Weltmeisterschaft 2015 in Kailua-Kona (Ironman Hawaii) vergeben.
2016
Am 20. November 2016 erzielte Lionel Sanders mit seiner Siegerzeit von 7:44:29 h einen neuen Streckenrekord und die schnellste je bei einem Ironman-Rennen erzielte Zeit (im Mai 2017 von Tim Don in 7:40:23 h unterboten). Die US-Amerikanerin Meredith Kessler erzielte ihren dritten Sieg in Serie. Der Kanadier Lionel Sanders erzielte hier 2017 seinen dritten Sieg in Folge. 
Eine für den 22. November 2020 geplante Austragung musste im Zuge der COVID-19-Pandemie abgesagt werden.
Die letzte Austragung war hier am 21. November 2021.
Streckenrekorde
- Männer: 7:44:29 h,  Lionel Sanders, 2016 (damals neuer Weltrekord)
- Frauen: 8:36:13 h,  Chrissie Wellington, 2010 (damals neuer Weltrekord)

## Siegerliste
| N ° | Datum/Jahr    | Männer                    | Männer                   | Männer             | Frauen                   | Frauen             | Frauen               |
| N ° | Datum/Jahr    | Erster Platz              | Zweiter Platz            | Dritter Platz      | Erster Platz             | Zweiter Platz      | Dritter Platz        |
| --- | ------------- | ------------------------- | ------------------------ | ------------------ | ------------------------ | ------------------ | -------------------- |
| 20  | 16. Nov. 2025 |                           |                          |                    |                          |                    |                      |
| 20  | 17. Nov. 2024 | Zachary Bernier-Michaud   | Cory Mayfield            | Conrad Sanders     | Amelia Zwiener           | Annette Rogers     | Kinley Bollinger     |
| 19  | 19. Nov. 2023 | John Dzierzbicki          | Pawel Mitrus             | Todd Teren         | Maggie Walsh             | Jacqui Giuliano    | Lauren Lipsey        |
| 18  | 20. Nov. 2022 | Joe Skipper               | Matt Hanson              | Ben Kanute         | Sarah True               | Skye Moench        | Danielle Lewis       |
| 17  | 21. Nov. 2021 | Jan Stepinski -2-         | Eric Engle               | Tool Velderman     | Fabia Maramotti          | Ashley Dellosa     | Alison McInturff     |
| 16  | 24. Nov. 2019 | Jan Stepinski             | Samuel Wenger            | Alvaro Velez       | Sarah Crowley            | Heather Jackson    | Meredith Kessler     |
| 15  | 18. Nov. 2018 | Eneko Llanos              | Clemente Alonso McKernan | TJ Tollakson       | Heather Jackson          | Carrie Lester      | Jen Annett           |
| 14  | 19. Nov. 2017 | Lionel Sanders -3-        | Brent McMahon            | Jérémy Jurkiewicz  | Kaisa Sali               | Helle Frederiksen  | Jen Annett           |
| 13  | 20. Nov. 2016 | Lionel Sanders -2- (SR)   | Brent McMahon            | TJ Tollakson       | Meredith Kessler -3-     | Yvonne van Vlerken | Malindi Elmore       |
| 12  | 15. Nov. 2015 | Lionel Sanders            | Brent McMahon            | TJ Tollakson       | Meredith Kessler -2-     | Amanda Stevens     | Julia Gajer          |
| 11  | 16. Nov. 2014 | Brent McMahon             | Clemente Alonso McKernan | Jordan Rapp        | Meredith Kessler         | Lisa Hütthaler     | Heather Jackson      |
| 10  | 17. Nov. 2013 | Victor Del Corral Morales | Jordan Rapp              | Jens Petersen-Bach | Julia Gajer              | Meredith Kessler   | Michelle Vesterby    |
| 09  | 18. Nov. 2012 | Nils Frommhold            | Paul Matthews            | TJ Tollakson       | Linsey Corbin            | Meredith Kessler   | Corinne Abraham      |
| 08  | 20. Nov. 2011 | Eneko Llanos              | Paul Amey                | Wiktor Sjemzew     | Leanda Cave              | Linsey Corbin      | Meredith Kessler     |
| 07  | 21. Nov. 2010 | Timo Bracht               | Rasmus Henning           | Tom Lowe           | Chrissie Wellington (SR) | Linsey Corbin      | Leanda Cave          |
| 06  | 22. Nov. 2009 | Jordan Rapp               | TJ Tollakson             | Torsten Abel       | Samantha McGlone         | Linsey Corbin      | Kate Major           |
| 05  | 23. Nov. 2008 | Andreas Raelert           | Chris Lieto              | Jordan Rapp        | Heleen bij de Vaate      | Leanda Cave        | Edith Niederfriniger |
| 04  | 6. Apr. 2008  | József Major              | TJ Tollakson             | Jordan Rapp        | Erika Csomor             | Michellie Jones    | Heather Gollnick     |
| 03  | 15. Apr. 2007 | Rutger Beke               | Tim DeBoom               | Michael Lovato     | Heather Gollnick         | Joanna Zeiger      | Katja Schumacher     |
| 02  | 9. Apr. 2006  | Michael Lovato            | Spencer Smith            | Tim DeBoom         | Michellie Jones          | Heather Gollnick   | Hillary Biscay       |
| 01  | 9. Apr. 2005  | Faris Al-Sultan           | Michael Lovato           | Sérgio Marques     | Kate Major               | Desirée Ficker     | Ute Mückel           |

(SR: Streckenrekord)